# Banda estreita
A conexão de banda estreita disponibiliza ao usuário acesso à internet em baixas velocidades, de até 56 Kbps, geralmente com transmissão em modo analógico.
A forma mais comum de conexão assim é por acesso a internet por linha discada através de uma linha de telefone do qual o usuário precisar discar para conectar-se utilizando um modem apropriado a um provedor que provém o acesso para a internet.
Apesar da existência da banda larga, de maior velocidade, a  conexão de banda estreita pode viabilizar mudanças importantes no que diz respeito à popularização da IoT (internet das coisas) por ser confiável, duradoura  e economicamente acessível. É chamada NB-IoT, sigla para narrow band Internet of things, a banda estreita responsável por essa conexão na internet das coisas. Esta banda mais estreita é uma tecnologia de conectividade que assenta no modelo da conectividade 3G/4G, apresentando vantagens a diversos níveis e será uma das bases da rede 5G. Baterias dos equipamentos com maior longevidade, cobertura de longo alcance e em ambientes indoor; implementação simples, sem exigir investimento em redes proprietárias e integração com elevado número de equipamentos IoT.